# Christian Ignatius Latrobe
Pour les articles homonymes, voir La Trobe.
Christian Ignatius Latrobe ou Christian Ignace Latrobe (12 février 1758 à Fulneck près de Leeds - 6 mai 1836 à Liverpool) est un ecclésiastique anglais, musicien et compositeur. Au cours de sa vie, il a composé un grand nombre d'œuvres pour l'Église morave et a publié une sélection de musique sacrée en 6 volumes entre 1806 et 1826, permettant ainsi de faire découvrir au public anglais la musique sacrée de Haydn, Mozart et Pergolèse. 

## Biographie
Fils de Benjamin Latrobe et de Anna Margaretta, d’origine huguenote, Christian Latrobe est allé à Niesky en Saxe en 1771 pour parfaire son éducation dans un collège morave. À l'issue de sa formation, il a enseigné au Collège pendant un certain temps après quoi il est retourné en Angleterre et a été ordonné prêtre en 1784.
Benjamin et Christian Ignace de La Trobe, le grand-père et père de Charles Joseph, furent des ministres du culte de l'Église morave. Connu aussi comme l'"Unitas Fratrum", l'Église morave est une Église protestante internationale évangélique.
En 1815, il voyage au Cap et visite des missions moraves.  En Afrique du Sud, il a visité  Genadendal, George et Uitenhage. Il a prévu la création d'une nouvelle mission.  Il a décrit son voyage avec des illustrations en couleur dans le "Journal d'une visite en Afrique du Sud" en 1815 et 1816 : présentation des missions évangéliques proche du cap de Bonne-Espérance.  Il a également écrit "Histoire de la Mission de l'Organisation Frères Parmi les Indiens en Amérique du Nord" en 1794. Lors de son voyage de retour en Angleterre, vers la fin 1816, son bateau fait escale à l'île de Sainte-Hélène. Latrobe a laissé dans son Journal un descriptif de l'île et des anecdotes concernant la détention de Napoléon.
Latrobe, à l'instar de Vincent Novello, publia des œuvres de musique de l'Europe en Angleterre au début des années 1800.  Il a acheté un certain nombre de partitions musicales et oratorios de Breitkopf & Härtel de Leipzig, à proximité de Niesky, car elles n'étaient pas publiés en raison d'un manque d'intérêt.  Ces recueils pouvaient avoir inclus des arrangements musicaux de Mozart, et de l'oratorio Judas Maccabée de Georg Friedrich Haendel (1747).
Latrobe, fervent admirateur de Haydn, le rencontra lors d’un séjour en Angleterre en 1790. Il l’invita chez lui. Une étroite amitié est née de cette rencontre et Latrobe est devenu un visiteur régulier de Haydn lors de ses deux séjours en Angleterre. 
Trois sonates pour piano de Joseph Haydn furent publiées par La Trobe.  Il a également écrit des concertos pour clarinette, et plus d'une centaine d’œuvres vocales.

## Généalogie
Christian Latrobe épouse Hannah Benigna Symphonies (28 octobre 1758 - 18 avril 1824). De ce mariage, naissent plusieurs enfants :
- 1. Charlotte Louisa Latrobe 1793 - 1878
- 2. Peter Latrobe 15 février 1795 Londres, Angleterre - 24 septembre 1863 Berthelsdorf épousa le 27 décembre 1825 Louisa Mary Foster, puis Jeanetta Margaret Brett
- 3. Anna Agnes Latrobe 1797 - 1827
- 4. John Latrobe Avant 1799 - 1878 Gloucester
- 5. Charles Joseph Latrobe (1801-1875) : premier gouverneur-adjoint de la colonie de Victoria en Australie. Il épouse le 16 septembre 1835 Berne, Suisse Sophie de Montmollin (morte le 30 janvier 1854) puis Rose Isabelle de Montmollin
- 6. Frederick Benjamin Latrobe 1803 - 11 décembre 1842 Jamaïque épousa Elizabeth Scott.

## Pour approfondir